# Feijenoordstadion
Feijenoordstadion, även kallad De Kuip, är en fotbollsarena i Rotterdam i Nederländerna. Arenan är hemmaarena för Feyenoord.

## Evenemang
- EM-finalen i fotboll 2000
- Europacupfinalen 1972 och 1982
- Cupvinnarcupfinalen 1963, 1968, 1974, 1985, 1991 och 1997
- Uefacupfinalen 2002